# Bretsch
Bretsch ist ein Ortsteil der Gemeinde Altmärkische Höhe im Landkreis Stendal in Sachsen-Anhalt, (Deutschland).

## Geographie

### Lage
Bretsch liegt im Norden der Altmark, zwischen den Kleinstädten Arendsee (Altmark), Seehausen (Altmark) und Osterburg (Altmark). Das Dorf liegt etwa 32 Meter über dem Meeresspiegel im Urstromtal der Elbe, in hügeliger Grundmoränenlandschaft und wird von folgenden Gemarkungen begrenzt: östlich von Drüsedau, Dequede und Röthenberg, südlich von Stapel, und Wohlenberg, westlich von Dewitz und nördlich von Priemern. Der Ort liegt an der Zehre (Zehrengraben), an dem aus dem Kleinauer Bruch entspringenden Halmaygraben und am Boock-Kleinauer Grenzgraben, dem sogenannten Hammergraben. Der Zehrengraben teilt die Flure Bretsch und Dewitz. Östlich und westlich des Zehrengrabens zwischen Bretsch und dem Ortsteil Dewitz steigt das Gelände allmählich und erreicht eine Höhe um 60 m ü. NHN.

### Klima

Niederschlagsdiagramm

Der Jahresniederschlag liegt bei 513 mm und ist damit extrem niedrig, da er in das untere Zwanzigstel der in Deutschland erfassten Werte fällt. An 5 % der Messstationen des Deutschen Wetterdienstes werden niedrigere Werte registriert. Der trockenste Monat ist der Februar, die meisten Niederschläge fallen im Juni. Im Juni fallen 2,1 mal mehr Niederschläge als im Februar. Die Niederschläge variieren kaum und sind gleichmäßig übers Jahr verteilt. An nur 11 % der Messstationen werden niedrigere jahreszeitliche Schwankungen registriert.
Die Jahresdurchschnittstemperatur liegt bei 8,8 °C. Der statistisch wärmste Monat ist der Juli mit durchschnittlichen 17,8 °C. Der Monat Januar, als kältester Monat im Jahr, weist eine Durchschnittstemperatur von 0 °C auf.
|                        | Jan  | Feb  | Mär  | Apr  | Mai  | Jun  | Jul  | Aug  | Sep  | Okt | Nov | Dez  |   |      |
| Mittl. Temperatur (°C) | 0    | 0,5  | 3,6  | 7,9  | 12,7 | 16,1 | 17,8 | 17,6 | 14   | 9,4 | 4,8 | 1,4  | ⌀ | 8,9  |
| Mittl. Tagesmax. (°C)  | 2,5  | 3,4  | 7,4  | 12,5 | 17,9 | 21,2 | 22,7 | 22,5 | 18,6 | 13  | 7,3 | 3,7  | ⌀ | 12,8 |
| Mittl. Tagesmin. (°C)  | −2,4 | −2,3 | −0,2 | 3,3  | 7,5  | 11,1 | 13   | 12,7 | 9,5  | 5,8 | 2,3 | −0,8 | ⌀ | 5    |
|                        |      |      |      |      |      |      |      |      |      |     |     |      |   |      |
| Niederschlag (mm)      | 41   | 32   | 37   | 41   | 51   | 63   | 58   | 59   | 44   | 38  | 43  | 45   | Σ | 552  |

| −2,4 |

| −2,3 |

| −0,2 |

| 3,3 |

| 7,5 |

| 11,1 |

| 13 |

| 12,7 |

| 9,5 |

| 5,8 |

| 2,3 |

| −0,8 |

| −2,4 |

| −2,3 |

| −0,2 |

| 3,3 |

| 7,5 |

| 11,1 |

| 13 |

| 12,7 |

| 9,5 |

| 5,8 |

| 2,3 |

| −0,8 |

### Herkunft des Ortsnamens
Der Name ist wendischen Ursprungs und bedeutet Birke.

## Geschichte

### Mittelalter bis Neuzeit
Bretsch ist laut Urmesstischblatt von 1823 der Siedlungsform nach ein durch Gutsbildung deformiertes Angerdorf.
Die erste urkundliche Erwähnung als Brezhic stammt aus dem Jahre 1263. Das Kloster Krevese verfügte damals über drei Hufen Landbesitz im Ort. Im Jahre 1361 wurde der Knappe Wichard von Bretzeke genannt, der seine Tochter mit Hebungen aus Dewitz für das Kloster Arendsee ausstattete. Ein Zeuge dabei war Dominus Olze, ein Geistlicher in Breceke.
In einer Urkunde über einen Gütertausch werden 1425 die zwei Dörfer Olden vnd Nyen Britzeke genannt. Weitere Nennungen sind 1541 Brietzke, 1608 Breske, 1687 Bretsche, 1794 Bretsche vor alters Britzke genant und schließlich 1804 Bretsch, Bretsche.
Bretsch war über mehrere Jahrhunderte ein Herrensitz, mit Nebengut in Priemern, erst im Besitz der Familie von Eimbeck, dann bis in das 20. Jahrhundert ein Gut derer von der Schulenburg-Beetzendorf.

### Eingemeindungen
Bis 1807 gehörte das Dorf zum Seehausenschen Kreis der Mark Brandenburg in der Altmark. Zwischen 1807 und 1813 lag es im Kanton Bretsch auf dem Territorium des napoleonischen Königreichs Westphalen. Ab 1816 gehörte die Gemeinde zum Kreis Osterburg, dem späteren Landkreis Osterburg.
Am 30. September 1928 wurde der Gutsbezirk Bretsch (ohne das Vorwerk Röthenberg) mit der Landgemeinde Bretsch vereinigt.
Am 20. Juli 1950 wurde die bis dahin eigenständige Gemeinde Dewitz nach Bretsch eingemeindet. Am 1. Februar 1974 wurde Drüsedau in Bretsch eingemeindet. Ursprünglich ist Priemern am 20. Juli 1950 in Losse eingemeindet worden und ist am 22. November 1967 Bretsch zugeordnet worden. Die Gemeinde Bretsch kam am 25. Juli 1952 vom Landkreis Osterburg zum Kreis Osterburg. Am 1. Juli 1994 wurde sie dem neu errichteten Landkreis Stendal zugeordnet. Bis zum 31. Dezember 2009 war Bretsch eine selbständige Gemeinde mit den zugehörigen Ortsteilen Dewitz, Drüsedau und Priemern.
Durch einen Gebietsänderungsvertrag haben die Gemeinderäte der Gemeinden Boock, Bretsch, Gagel, Heiligenfelde, Kossebau, Losse und Lückstedt beschlossen, dass ihre Gemeinden aufgelöst und zu einer neuen Gemeinde mit dem Namen Altmärkische Höhe vereinigt werden. Dieser Vertrag wurde vom Landkreis als unterer Kommunalaufsichtsbehörde genehmigt und trat am 1. Januar 2010 in Kraft.

### Landwirtschaft
Bei der Bodenreform wurden im Jahre 1945 festgestellt: Eine Besitzung über 100 Hektar mit 308 Hektar, 32 Besitzungen unter 100 Hektar mit zusammen 372 Hektar, die drei kirchlichen Besitzungen hatten zusammen 56 Hektar und die zwei Gemeindebesitzungen zusammen zwei Hektar Fläche. 1945 wurden 621,4 Hektar enteignet, 1946 wurden weitere 48,7 Hektar enteignet.

### Windmühle Bretsch
1686 wurde ein Windmüller genannt, dessen Mühle Daniel von Eimbecks (Einbecks) Erben gehörte. 1775 gab es zwei Windmühlen. 1794 nur eine Windmühle. In den Kirchenbüchern von Bretsch wird vom Beginn des 19. bis Anfang des 20. Jahrhunderts eine Müllerfamilie namens Gladigau genannt. Seit 1997 steht auf dem Mühlenberg im Südosten des Dorfes eine Windkraftanlage, die ein Nachfahre der damaligen Müller errichtet hat.

### Vorgeschichte
Die Großsteingräber bei Bretsch legen Zeugnis ab von einer Besiedlung der Gemarkung in der Jungsteinzeit. 1835 wurden auf dem Thinhof in Bretsch beim Grabenziehen Urnen gefunden. Diese wurden 1838 an das Museum in Salzwedel übergeben.

### Einwohnerentwicklung
Rittergut/Gutsbezirk
| Jahr | Einwohner |
| ---- | --------- |
| 1798 | 63        |
| 1864 | 22        |
| 1871 | 67        |

| Jahr | Einwohner |
| ---- | --------- |
| 1885 | 52        |
| 1895 | 39        |
| 1905 | 19        |

Dorf/Gemeinde
| Jahr | Einwohner |
| ---- | --------- |
| 1734 | 185       |
| 1775 | 146       |
| 1789 | 203       |
| 1798 | 195       |
| 1801 | 224       |
| 1818 | 225       |

| Jahr | Einwohner |
| ---- | --------- |
| 1840 | 283       |
| 1864 | 323       |
| 1871 | 292       |
| 1885 | 285       |
| 1895 | 257       |
| 1905 | 255       |

| Jahr | Einwohner |
| ---- | --------- |
| 1925 | 345       |
| 1939 | 280       |
| 1946 | 502       |
| 1964 | 506       |
| 1871 | 683       |
| 1981 | 823       |

| Jahr | Einwohner |
| ---- | --------- |
| 1993 | 801       |
| 2006 | 627       |
| 2008 | 631       |

Ortsteil
| Jahr | Einwohner |
| ---- | --------- |
| 2011 | [00]239   |
| 2012 | [00]242   |
| 2020 | [00]227   |
| 2021 | [00]225   |
| 2022 | [0]218    |
| 2023 | [0]210    |

Quelle wenn nicht angegeben:

## Religion
Die evangelische Kirchengemeinde Bretsch gehörte früher zur Pfarrei Bretsch. Sie wird heute betreut vom Pfarrbereich Kossebau im Kirchenkreis Stendal im Bischofssprengel Magdeburg der Evangelischen Kirche in Mitteldeutschland. Die ältesten überlieferten Kirchenbücher für Bretsch stammen aus dem Jahre 1737. Die katholischen Christen gehören zur Pfarrei St. Anna in Stendal im Dekanat Stendal im Bistum Magdeburg.

## Politik

### Bürgermeister
Letzter ehrenamtlicher Bürgermeister der Gemeinde Bretsch war Jörn Böllstorf.

## Kultur und Sehenswürdigkeiten

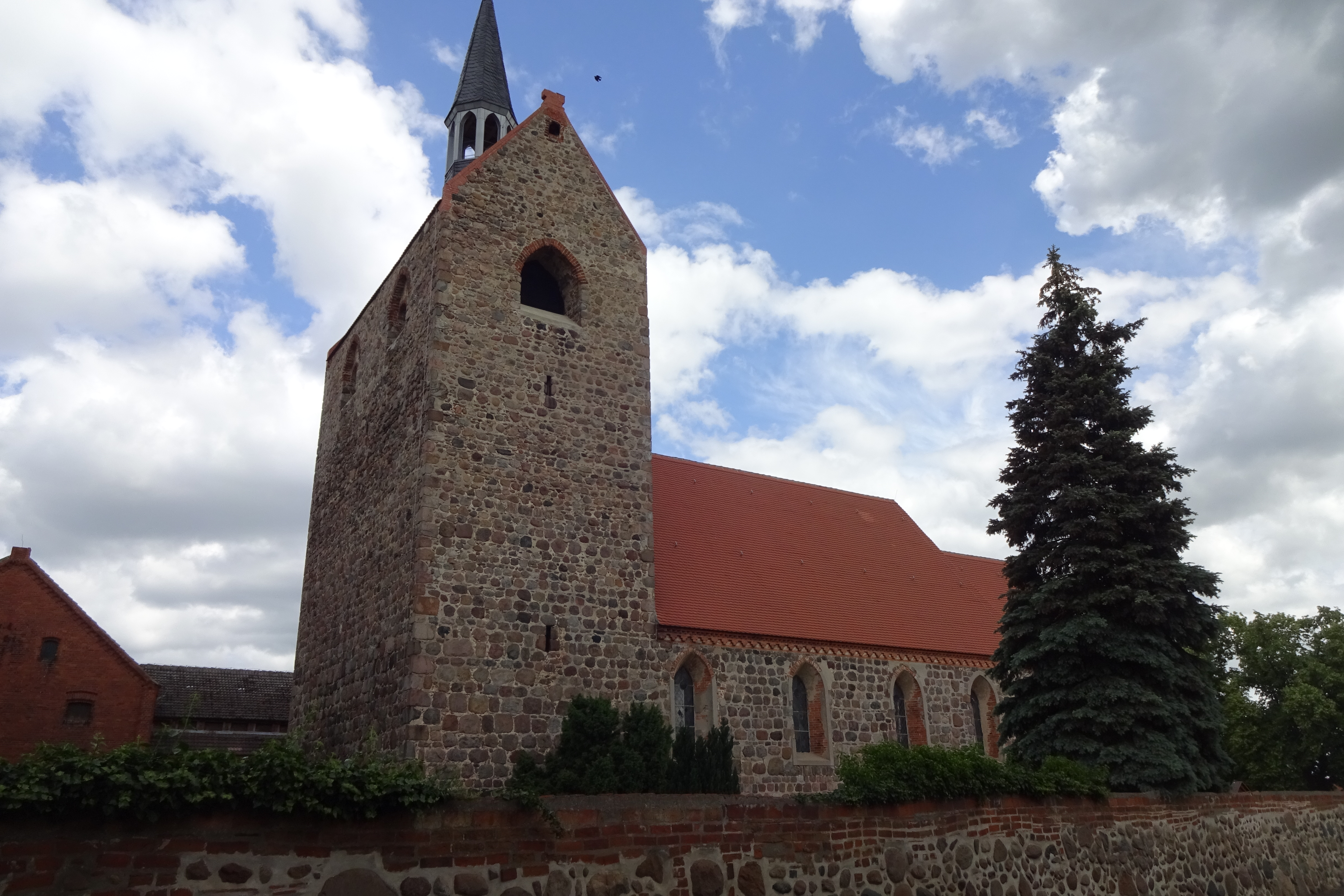
Kirche in Bretsch

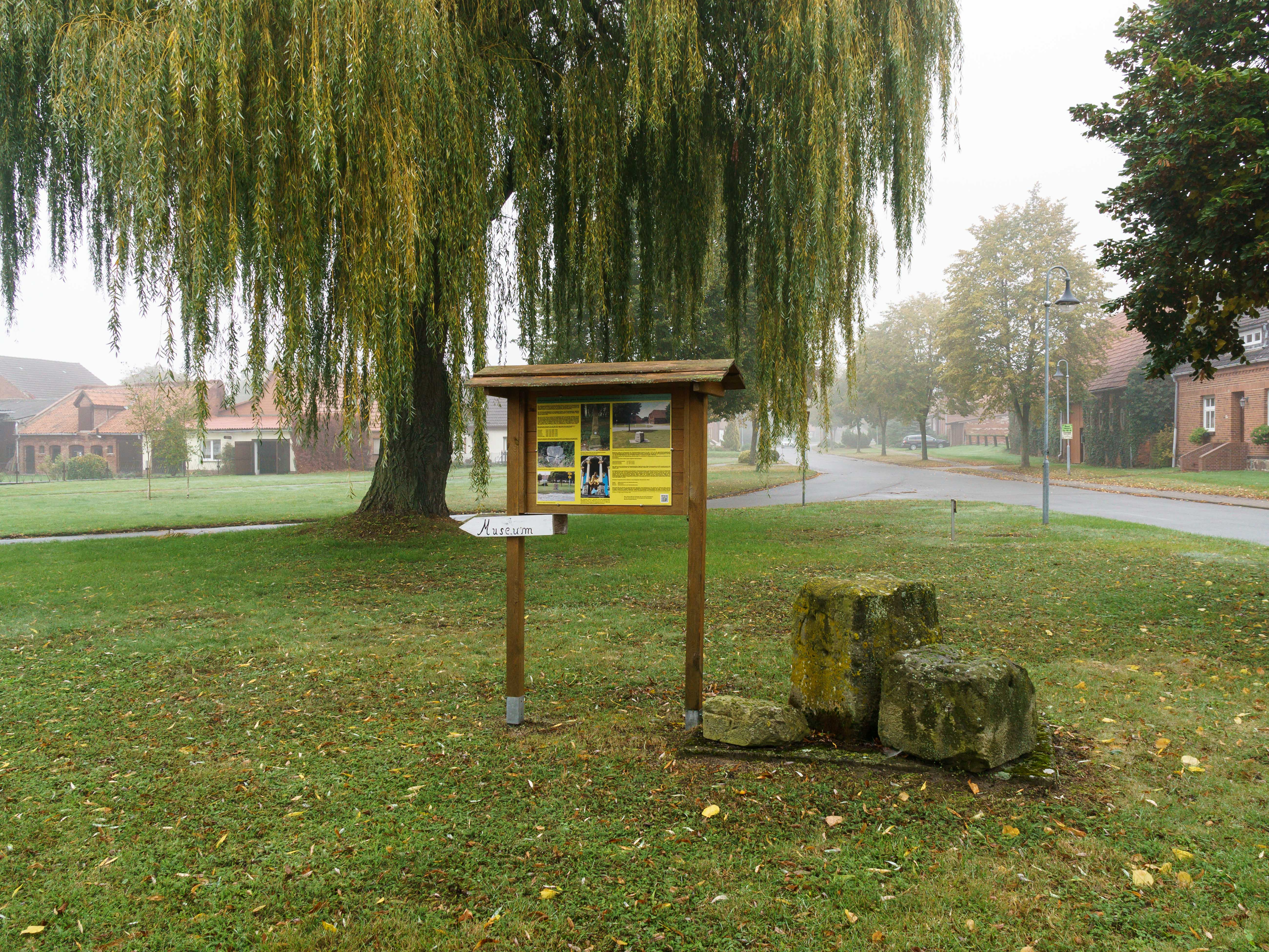
Preußischer Halbmeilenobelisk

- Die evangelische Dorfkirche Bretsch, eine Feldsteinkirche, ist ein Übergangsbauwerk von romanischen zum gotischen Baustil anzusehen und ist um 1250 erbaut worden.[26]
- Der Ortsfriedhof ist auf dem Kirchhof.
- In Bretsch steht an der Dorfstraße am Lindenweg ein Denkmal für die Gefallenen der Weltkriege, ein Natursteindenkmal ohne Namen mit eingelegter Granitplatte.[27]

Das kulturelle Leben in Bretsch wird durch die ortsansässigen Vereine geprägt. Im Vereinsregister des Amtsgerichts Stendal werden genannt:
- Amerikanische Geschichte/Wilder Westen e. V. Bretsch
- Reit- und Sportverein Bretsch e. V.
- Förderverein der Freiwilligen Feuerwehr Bretsch e. V.
- Heimatverein Gemeinde Bretsch e. V.

### Sport
Bretsch gehört zu den Altmärkischen Wandernestern, die im Altmärkischen Wanderverein organisiert sind.

## Wirtschaft und Infrastruktur

### Verkehrsanbindung
Von Bretsch führen Straßenverbindungen zur Bundesstraße 190 nach Arendsee (Altmark), zur Bundesstraße 189 nach Seehausen (Altmark) sowie nach Kalbe (Milde).
Die geplante Autobahn A 14 wird durch das Gemeindegebiet bei Drüsedau in Nord-Süd-Richtung führen.

## Persönlichkeiten
- Leopold Wilhelm von der Schulenburg (1772–1838), Grundbesitzer in Bretsch, Offizier, Träger des Ordens Pour le Mérite
- Karl Wilhelm Osterwald (1820–1887), Pädagoge und Schriftsteller

## Sage aus Bretsch
Alfred Pohlmann überlieferte im Jahr 1901 die Sage „Die fleißigen Frauen zu Bretsch“. Er berichtet: „In der Altmark herrscht ausschließlich die Sitte, dass bei der Austeilung des heiligen Abendmahles die Männer den Vortritt haben. In… Bretsch ist dies aber nicht der Fall, denn hier treten die Frauen und Jungfrauen vor den Männern zum Tische des Herrn.“ Die Männer des Dorfes bauten an der Kirche des Dorfes mit, bis der Turm der Kirche etwa bis zur Hälfte vollendet war, da streikten sie gänzlich. Um die Schande abzuwenden, erschienen als rettende Engel auf dem Plane die Frauen und erklärten „Wenn unsere Männer halsstarrig und »wrägelich« sind und nicht arbeiten wollen, wir wollen arbeiten und dafür sorgen, dass unsere Kirche fertig wird.“ Abschließend schreibt er: „Noch heute wird am oberen Teile des Turmes die Stelle gezeigt, wo die Frauen und Jungfrauen angfangen haben zu bauen. Man kann das deutlich daran erkennen, dass dort die Steine anfangen, kleiner zu werden.“ Die Sage hat große Ähnlichkeit mit der Sage von dem Kirchturm zu Bühne.